# Смолоскип
«Смолоскип» (с укр. — «Факел») — украинское издательство.
Основано в 1967 году в Балтиморе (США) украинским литературоведом-эмигрантом Осипом Зинькевичем, ранее издававшим в 1952—1957 годах в Париже и затем в 1960—1967 годах в США одноимённый журнал. Издательству также было присвоено имя Василия Симоненко. Первой книгой «Смолоскипа» стал сборник статей Зинькевича «Из поколения новаторов: Светличный и Дзюба» (укр. З генерації новаторів: Світличний і Дзюба). В американский период продукция издательства включала в себя как издания правозащитной направленности — в частности, документы Украинской Хельсинкской группы, — так и художественную литературу украинских авторов, не публиковавшихся в СССР: представителей Расстрелянного возрождения (таких, как Мыкола Хвылевой и Лесь Курбас) и современных авторов-диссидентов (Василь Стус, Евгений Сверстюк, Тарас Мельничук, Василь Голобородько и другие). В 1974 году было создано подразделение «Smoloskyp Рublishers» для публикации переводов украинской литературы на иностранные языки.
После установления независимости Украины издательство с 1992 года работает в Киеве. Продолжая линию на исследование украинского самиздата, «Смолоскип» в 1998 году учредил Музей-архив и документационный центр украинского самиздата с богатым архивным фондом. Вместе с тем особое внимание издательство уделяет молодым авторам: с 1994 года под его патронажем проходит одноимённый молодёжный литературный конкурс, победители которого выпускают в «Смолоскипе» книги. Среди лауреатов конкурса, ставших авторами издательства, — Сергей Жадан, Андрей Бондар, Марианна Кияновская, Марьяна Савка, Ростислав Мельников и другие заметные современные авторы.
Основатель издательства Осип Зинькевич руководил им до 2007 года, его преемником стал литературовед Ростислав Семкив.